# ثورستون هاريس
ثورستون هاريس (بالإنجليزية: Thurston Harris)‏ هو مغني وموسيقي أمريكي، ولد في 11 يوليو 1931 في إنديانابوليس في الولايات المتحدة، وتوفي في 14 أبريل 1990 في بومونا في الولايات المتحدة بسبب نوبة قلبية.

## وصلات خارجية
- ثورستون هاريس على موقع ميوزك برينز (الإنجليزية)
- ثورستون هاريس على موقع أول ميوزيك (الإنجليزية)
- ثورستون هاريس على موقع ديسكوغز (الإنجليزية)